# Pitkäjärvi (sjö i Finland, Birkaland, lat 62,18, long 24,17)
Pitkäjärvi är en sjö i Finland. Den ligger i kommunen Mänttä-Filpula i landskapet Birkaland, i den södra delen av landet, 230 km norr om huvudstaden Helsingfors. Pitkäjärvi ligger 155 meter över havet. I omgivningarna runt Pitkäjärvi växer i huvudsak blandskog. Arean är 32,2 hektar och strandlinjen är 4,25 kilometer lång. Sjön  ingår i Kumo älvs huvudavrinningsområde. 